# Baloncesto en Italia
El baloncesto en Italia está entre los deportes más populares del país y es el tercero por número de atletas tras el fútbol y el voleibol. El campeonato de baloncesto italiano es el conjunto de torneos organizados por la Federación italiana de baloncesto (FIP). Comenzó a ser organizado en 1920 por lo que concierne los torneos masculinos, mientras que los torneos de baloncesto femenino empezaron en 1930.

## Estructura organizativa

### Categoría masculina
En el sector masculino, la única liga profesional es la máxima categoría, la Serie A, organizada por la Lega Società di Pallacanestro Serie A o, más simplemente, Lega Basket.
La Lega Nazionale Pallacanestro (LNP) gestiona dos divisiones amateurs de nivel nacional: la Serie A2 (2ª categoría) y la Serie B (3ª categoría).
La Serie C regionale representa el 4º nivel y está organizada por los comités regionales de la Federación italiana de baloncesto (FIP). Algunos comités regionales (los de Lombardía, Emilia-Romaña, Triveneto, Toscana, Lacio, Campania y Piamonte/Valle de Aosta) dividen la categoría en grupos Gold (cuyos equipos pueden ascender directamente la Serie B o descender a los grupos Silver de las regiones correspondientes) y grupos Silver (cuyos equipos pueden participar en los play-offs para ascender a los grupos Gold de las regiones correspondientes o descender a la Serie D regional).
 Los demás comités (Liguria, Marcas, Umbría, Abruzos, Apulia, Calabria, Sicilia y Cerdeña) sólo tienen grupos Silver (donde los equipos pueden disputar play-offs interregionales para conseguir el ascenso a la Serie B o descender a la Serie D regional).

Agunas regiones no tienen un grupo de Serie C regional, así que se apoyan en otros comités regionales. En particular, Trentino-Alto Adigio en Véneto, Basilicata y Molise en Campania y/o Apulia, y Valle de Aosta en Piamonte.
La Serie D regionale, el 5º nivel, está presente en todos los comités regionales de la FIP, menos en Valle de Aosta, Molise y Basilicata, que se apoyan respectivamente en Piamonte, Campania o Abruzos, y Apulia. Los equipos pueden ascender a la Serie C regional o bajar a la Promozione (si los torneos admiten el descenso).
La Promozione es el 6º nivel. Los equipos pueden ascender a la Serie D o bajar a la Prima Divisione. Representa el último nivel en los comités regionales de Abruzos, Basilicata, Calabria, Liguria, Molise, Trentino-Alto Adigio y Umbría. En Basilicata y Molise representa también el único campeonato regional.
La Prima Divisione es el 7º nivel. Los equipos pueden ascender a la Promozione o bajar a la Seconda Divisione. Hasta ahora ha sido organizado solo por los comités regionales de Campania, Emilia-Romaña, Friuli-Venecia Julia, Lacio, Lombardía, Marcas, Piamonte, Apulia, Cerdeña, Sicilia, Toscana y Véneto.
La Seconda Divisione, finalmente, es el 8º nivel. Los equipos pueden ascender a la Prima Divisione y no existen descensos. En la temporada 2018-19 fue organizado exclusivamente en la Provincia de Bérgamo, en Lombardia.
| Nivel              | División                                                                                       | División                                                                                       | División                                                                                       | División                                                                                       | División                                                                                       | División                                                                                       | División                                                                                       | División                                                                                       | División                                                                                       | División                                                                                       | División                                                                                       | División                                                                                       |
| ------------------ | ---------------------------------------------------------------------------------------------- | ---------------------------------------------------------------------------------------------- | ---------------------------------------------------------------------------------------------- | ---------------------------------------------------------------------------------------------- | ---------------------------------------------------------------------------------------------- | ---------------------------------------------------------------------------------------------- | ---------------------------------------------------------------------------------------------- | ---------------------------------------------------------------------------------------------- | ---------------------------------------------------------------------------------------------- | ---------------------------------------------------------------------------------------------- | ---------------------------------------------------------------------------------------------- | ---------------------------------------------------------------------------------------------- |
| 1 Profesional      | Lega Basket Serie A 17 equipos                                                                 | Lega Basket Serie A 17 equipos                                                                 | Lega Basket Serie A 17 equipos                                                                 | Lega Basket Serie A 17 equipos                                                                 | Lega Basket Serie A 17 equipos                                                                 | Lega Basket Serie A 17 equipos                                                                 | Lega Basket Serie A 17 equipos                                                                 | Lega Basket Serie A 17 equipos                                                                 | Lega Basket Serie A 17 equipos                                                                 | Lega Basket Serie A 17 equipos                                                                 | Lega Basket Serie A 17 equipos                                                                 | Lega Basket Serie A 17 equipos                                                                 |
| 2 Amateur nacional | LNP Serie A2 Este 16 equipos                                                                   | LNP Serie A2 Este 16 equipos                                                                   | LNP Serie A2 Este 16 equipos                                                                   | LNP Serie A2 Este 16 equipos                                                                   | LNP Serie A2 Este 16 equipos                                                                   | LNP Serie A2 Este 16 equipos                                                                   | LNP Serie A2 Oeste 16 equipos                                                                  | LNP Serie A2 Oeste 16 equipos                                                                  | LNP Serie A2 Oeste 16 equipos                                                                  | LNP Serie A2 Oeste 16 equipos                                                                  | LNP Serie A2 Oeste 16 equipos                                                                  | LNP Serie A2 Oeste 16 equipos                                                                  |
| 3 Amateur nacional | LNP Serie B Grupo A 15 equipos                                                                 | LNP Serie B Grupo A 15 equipos                                                                 | LNP Serie B Grupo A 15 equipos                                                                 | LNP Serie B Grupo B 16 equipos                                                                 | LNP Serie B Grupo B 16 equipos                                                                 | LNP Serie B Grupo B 16 equipos                                                                 | LNP Serie B Grupo C 16 equipos                                                                 | LNP Serie B Grupo C 16 equipos                                                                 | LNP Serie B Grupo C 16 equipos                                                                 | LNP Serie B Grupo D 16 equipos                                                                 | LNP Serie B Grupo D 16 equipos                                                                 | LNP Serie B Grupo D 16 equipos                                                                 |
| 4 Amateur regional | Comités Regionales de la FIP Serie C regionale Número variable de equipos en grupos regionales | Comités Regionales de la FIP Serie C regionale Número variable de equipos en grupos regionales | Comités Regionales de la FIP Serie C regionale Número variable de equipos en grupos regionales | Comités Regionales de la FIP Serie C regionale Número variable de equipos en grupos regionales | Comités Regionales de la FIP Serie C regionale Número variable de equipos en grupos regionales | Comités Regionales de la FIP Serie C regionale Número variable de equipos en grupos regionales | Comités Regionales de la FIP Serie C regionale Número variable de equipos en grupos regionales | Comités Regionales de la FIP Serie C regionale Número variable de equipos en grupos regionales | Comités Regionales de la FIP Serie C regionale Número variable de equipos en grupos regionales | Comités Regionales de la FIP Serie C regionale Número variable de equipos en grupos regionales | Comités Regionales de la FIP Serie C regionale Número variable de equipos en grupos regionales | Comités Regionales de la FIP Serie C regionale Número variable de equipos en grupos regionales |
| 5 Amateur regional | Comités Regionales de la FIP Serie D regionale Número variable de equipos en grupos regionales | Comités Regionales de la FIP Serie D regionale Número variable de equipos en grupos regionales | Comités Regionales de la FIP Serie D regionale Número variable de equipos en grupos regionales | Comités Regionales de la FIP Serie D regionale Número variable de equipos en grupos regionales | Comités Regionales de la FIP Serie D regionale Número variable de equipos en grupos regionales | Comités Regionales de la FIP Serie D regionale Número variable de equipos en grupos regionales | Comités Regionales de la FIP Serie D regionale Número variable de equipos en grupos regionales | Comités Regionales de la FIP Serie D regionale Número variable de equipos en grupos regionales | Comités Regionales de la FIP Serie D regionale Número variable de equipos en grupos regionales | Comités Regionales de la FIP Serie D regionale Número variable de equipos en grupos regionales | Comités Regionales de la FIP Serie D regionale Número variable de equipos en grupos regionales | Comités Regionales de la FIP Serie D regionale Número variable de equipos en grupos regionales |
| 6 Amateur regional | Comités Regionales de la FIP Promozione Número variable de equipos en grupos regionales        | Comités Regionales de la FIP Promozione Número variable de equipos en grupos regionales        | Comités Regionales de la FIP Promozione Número variable de equipos en grupos regionales        | Comités Regionales de la FIP Promozione Número variable de equipos en grupos regionales        | Comités Regionales de la FIP Promozione Número variable de equipos en grupos regionales        | Comités Regionales de la FIP Promozione Número variable de equipos en grupos regionales        | Comités Regionales de la FIP Promozione Número variable de equipos en grupos regionales        | Comités Regionales de la FIP Promozione Número variable de equipos en grupos regionales        | Comités Regionales de la FIP Promozione Número variable de equipos en grupos regionales        | Comités Regionales de la FIP Promozione Número variable de equipos en grupos regionales        | Comités Regionales de la FIP Promozione Número variable de equipos en grupos regionales        | Comités Regionales de la FIP Promozione Número variable de equipos en grupos regionales        |
| 7 Amateur regional | Comités Regionales de la FIP Prima Divisione Número variable de equipos en grupos regionales   | Comités Regionales de la FIP Prima Divisione Número variable de equipos en grupos regionales   | Comités Regionales de la FIP Prima Divisione Número variable de equipos en grupos regionales   | Comités Regionales de la FIP Prima Divisione Número variable de equipos en grupos regionales   | Comités Regionales de la FIP Prima Divisione Número variable de equipos en grupos regionales   | Comités Regionales de la FIP Prima Divisione Número variable de equipos en grupos regionales   | Comités Regionales de la FIP Prima Divisione Número variable de equipos en grupos regionales   | Comités Regionales de la FIP Prima Divisione Número variable de equipos en grupos regionales   | Comités Regionales de la FIP Prima Divisione Número variable de equipos en grupos regionales   | Comités Regionales de la FIP Prima Divisione Número variable de equipos en grupos regionales   | Comités Regionales de la FIP Prima Divisione Número variable de equipos en grupos regionales   | Comités Regionales de la FIP Prima Divisione Número variable de equipos en grupos regionales   |
| 8 Amateur regional | Comités Regionales de la FIP Seconda Divisione Número variable de equipos en grupos regionales | Comités Regionales de la FIP Seconda Divisione Número variable de equipos en grupos regionales | Comités Regionales de la FIP Seconda Divisione Número variable de equipos en grupos regionales | Comités Regionales de la FIP Seconda Divisione Número variable de equipos en grupos regionales | Comités Regionales de la FIP Seconda Divisione Número variable de equipos en grupos regionales | Comités Regionales de la FIP Seconda Divisione Número variable de equipos en grupos regionales | Comités Regionales de la FIP Seconda Divisione Número variable de equipos en grupos regionales | Comités Regionales de la FIP Seconda Divisione Número variable de equipos en grupos regionales | Comités Regionales de la FIP Seconda Divisione Número variable de equipos en grupos regionales | Comités Regionales de la FIP Seconda Divisione Número variable de equipos en grupos regionales | Comités Regionales de la FIP Seconda Divisione Número variable de equipos en grupos regionales | Comités Regionales de la FIP Seconda Divisione Número variable de equipos en grupos regionales |

#### Selección nacional
La Selección de baloncesto de Italia, representa a Italia en los torneos de selecciones nacionales. En los Campeonatos Europeos ganó dos medallas de oro (1983 y 1999), 4 medallas de plata (1937, 1946, 1991 y 1997) y 4 de bronce (1971, 1975, 1985 y 2003). Además, logró en dos ocasiones ser subcampeona olímpica, en Moscú 1980 y Atenas 2004.
Entre los baloncestistas destacados del básquet italiano se encuentran Andrea Bargnani, Renzo Bariviera, Marco Belinelli, Roberto Brunamonti, Gregor Fučka, Walter Magnifico, Pierluigi Marzorati, Massimo Masini, Dino Meneghin, Carlton Myers, Gianmarco Pozzecco, Antonello Riva, Renato Villalta etc.

### Categoría femenina
En el baloncesto femenino todas las ligas son de nivel amateur. La Lega Basket Femminile coordina las actividades de las tres ligas nacionales: la Serie A1 y la Serie A2.
Las ligas regionales están organizadas por los comités regionales y son la Serie B, la Serie C (que se juega en todas las regiones menos en Basilicata, Trentino-Alto Adigio, Umbría y Valle de Aosta) y la Promozione (organizada sólo en Lombardía, Molise, Piamonte, Apulia, Cerdeña y Veneto), sexto y último nivel del básquet femenino en Italia.

#### Selección nacional
La Selección femenina italiana de baloncesto ha ganado una medalla de oro (1938), una de plata (1995) y una de bronce (1974) en el Campeonato Europeo.

## Otras competiciones
- Copa de Italia de Baloncesto
- Supercopa de Italia de Baloncesto